# Astrocaryum macrocalyx
Astrocaryum macrocalyx är en enhjärtbladig växtart som beskrevs av Karl Ewald Maximilian Burret. Astrocaryum macrocalyx ingår i släktet Astrocaryum och familjen Arecaceae. Inga underarter finns listade i Catalogue of Life.